# Walkíria Afonso Costa
Walkíria Afonso Costa (Uberaba, 2 août 1947 - 25 octobre 1974 ?) est une enseignante et militante communiste brésilienne (PCdoB), active dans la lutte armée pendant la période de la dictature militaire. Elle a disparu en décembre 1973, lors d'une action menée contre la guérilla d'Araguaia, dans la région de Xambioá, au Tocantins. La date de sa disparition et de sa mort restent inconnues. Ses restes n'ont jamais été retrouvés. Son cas a fait l'objet d'une enquête de la Commission nationale brésilienne de la vérité, l'organisme présidé par Dilma Rousseff  chargé d'enquêter sur les décès et les disparitions forcées de la dictature militaire et elle fait partie des 62 disparus pour lesquels le Brésil a été condamné par la Cour Interaméricaine des Droits de l'Homme.

## Biographie
Walkíria Afonso Costa est née le 2 août 1947 à Uberaba, dans le Minas Gerais. Elle est décrite comme une fille douce et intelligente. Après son baccalauréat, Walkíria suit des études d'enseignante à l'école São João Batista de Pirapora. Peu après, elle commence à exercer dans certains groupes scolaires de cette ville.
Un an après la fin de ses études, en 1966, elle se présente à un concours de la fonction publique qu'elle réussit. Elles est nommée à Belo Horizonte, où elle travaille comme enseignante. Elle est reçue au programme de pédagogie de l'Université fédérale du Minas Gerais (UFMG), mais ne suit que les trois premières années de ce cursus. En 1968, Walkíria participe à la fondation du Centre académique de pédagogie, qui milite contre les coupes budgétaires et la fermeture des restaurants universitaires, tout en défendant d'autres intérêts étudiants.
Elle épouse Idalísio Soares Aranha FIlho en 1970, militant communiste. Elle adhère elle-même membre du Parti communiste du Brésil (PCdoB). Or depuis fin 1968 et le décret AI-5 promulgué par le gouvernement du Général Garrastazu Médici, la répression contre les groupes d'opposition s'est intensifiée et le pays est entré dans la période des « Années de plomb ». Le couple s'installe en 1971 dans la région de Gameleira, et rejoint la guérilla rurale de l'Araguaia, au sud de l'État du Pará. Walkíria fait partie du détachement B commandé par Osvaldo Orlando da Costa (pt), également connu sous le nom d'Osvaldão. Walkíria rompt dès lors tout contact avec sa famille qui reste sans nouvelle jusqu'en 1973,.
Le jour de Noël 1973, après une attaque des forces armées lors de l'opération Marajoara, Walkíria se perd et se réfugie dans la forêt pendant une dizaine de mois. Elle est capturée par un paysan auprès duquel elle est allée mendier de la nourriture, ce dernier la remet aux forces de l'armée régulière : des récompenses sont en effet offertes pour l'arrestation ou la mort des guérilleros en fuite. Auparavant, Walkíria n'avait jamais été arrêtée.
La date précise de sa disparition reste inconnue ; selon la Commission de la vérité, elle aurait disparu entre le 30 septembre et le 25 octobre 1974, année où le président du Brésil, le général Ernesto Geisel, autorise l'exécution d'opposants politiques, selon un document publié par la CIA. Les archives du ministère de la marine mentionnent également la date du 25 octobre 1974, comme date de décès. Elle meurt à l'âge de 27 ans, étant le dernier des 69 guérilleros capturé par l'armée brésilienne,.
Selon le témoignage d'un sergent de l'armée régulière brésilienne, lors d'une audience de la Commission nationale de la vérité (CNV), du 19 novembre 2013 à Belém, elle a été exécutée par injection létale le même jour que la militante communiste  brésilienne d'origine japonaise Suely Yumiko Kanayama (pt). Ce témoin a ajouté qu'« elles n'avaient pas seulement été tuées, mais aussi étranglées ».
En 2010, la Cour inter-américaine des droits de l'homme condamne le Brésil pour la disparition de 62 personnes dans la région d'Araguaia et Walkíria fait partie de ces personnes disparues.

## Souffrances psychologiques liées à la disparition
Dans un article publié sur le site G1 le 11 mai 2018, la sœur de Walkíria, Valéria Costa Couto, a déclaré ne pas croire que la dépouille de sa sœur puisse être retrouvée et a affirmé qu'« il n'y a nulle part où chercher ». Elle se souvient des souffrances de la famille pendant la période où la guérillera était porté disparu. Valéria a déclaré lors de l'interview que sa mère, Odete Afonso Costa, pensait que tous ceux qui sonnaient à sa porte était sa fille disparue. Elle a également expliqué qu'elle ne s'était pas impliquée contre la dictature, en disant qu'elle ne voulait pas faire souffrir ses parents, aujourd'hui décédés : « Si j'avais fait cela, mes parents seraient morts prématurément. ».

## Hommages
Plusieurs rues portent le nom de Walkíria. L'une d'elles se trouve à Campinas, dans le quartier de Vila Esperança ; une autre à Belo Horizonte, à Braúnas ; et une autre encore dans le Minas Gerais, à Pirapora. Le centre académique de pédagogie dont elle était vice-présidente s'appelle désormais « Direction académique Walkíria Afonso Costa ».
Avant de mourir, son mari Edwin Costa a écrit un message à placer sur la tombe de Walkíria au cas où ses restes seraient retrouvés et enterrés : « Pensez-vous m'avoir tuée ? Vous avez ressuscité un idéal. Pensez-vous m'avoir enterrée ? Vous avez planté une graine».